# 米罗勒
米罗勒（法語：Murol，法語發音：[myʁɔl]）是法国多姆山省的一个市镇，属于伊苏瓦尔区。

## 地理
米罗勒（45°34'23"N, 2°56'35"E）面积15.05 平方千米，位于法国奥弗涅-罗讷-阿尔卑斯大区多姆山省，该省份为法国中南部省份，北起阿列省接壤，东临卢瓦尔省，南至上盧瓦爾省和康塔爾省，西接科雷兹省和克勒兹省。
与米罗勒接壤的市镇（或旧市镇、城区）包括：索尔泽勒弗鲁瓦、勒韦尔内-圣玛格丽特、圣内克泰尔、圣维克托-拉里维耶尔、滨湖尚邦。

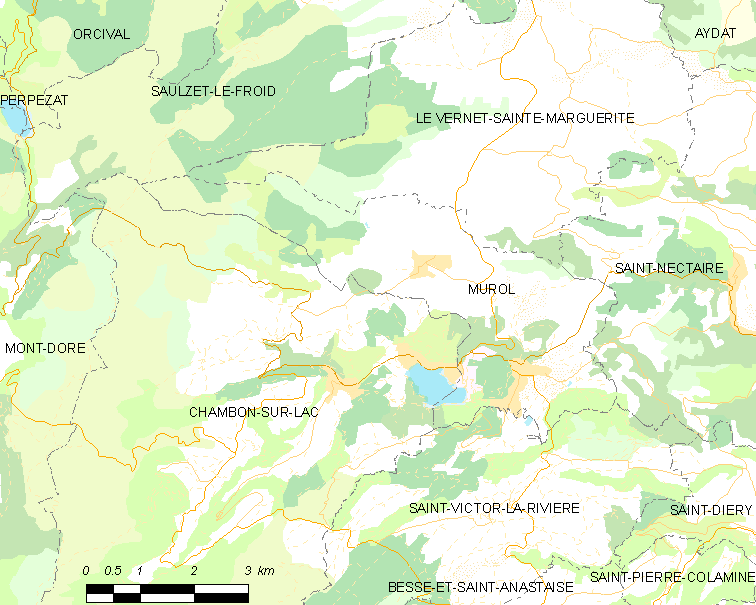
米罗勒的OSM定位图

米罗勒的时区为UTC+01:00、UTC+02:00（夏令时）。

## 行政
米罗勒的邮政编码为63790，INSEE市镇编码为63247。

## 政治
米罗勒所属的省级选区为勒桑西县。

## 人口

1962-2008年间米罗勒人口变化图示

米罗勒于2022年1月1日时的人口数量为670人。